# Nephargynnis busogus
Nephargynnis busogus är en fjärilsart som beskrevs av Van Someren 1972. Nephargynnis busogus ingår i släktet Nephargynnis och familjen praktfjärilar. Inga underarter finns listade i Catalogue of Life.